# Guillaume Rufin

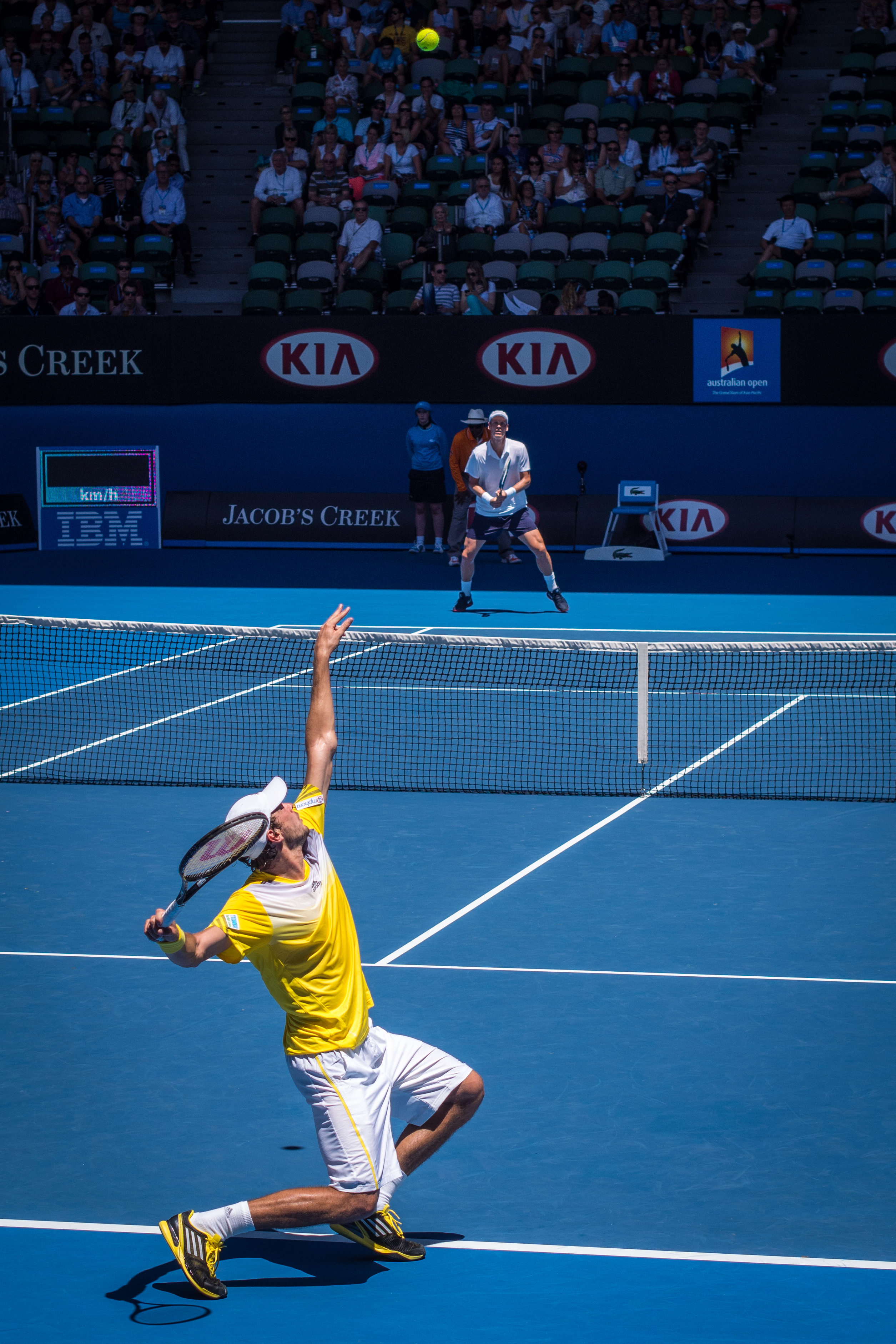
Guillaume Rufin ante Tomáš Berdych en el Abierto de Australia 2013

Guillaume Rufin (n. Viriat, Francia) es un tenista profesional francés. Ganador de dos torneos Challenger, uno en individuales y uno en dobles.
En el US Open 2012, donde recibió una invitación, estuvo cerca de eliminar al prelcasificado N.º 8 y N°9 del mundo, Janko Tipsarević, tras haber tomado ventaja de dos sets a cero. Finalmente, el serbio se recompuso y lo venció por 6-4, 6-3, 2-6, 3-6, 2-6.

## Títulos: 3 (3+0)

### Individuales (3)
| N.º | Fecha      | Torneo        | Superficie    | Oponente en la final | Resultado final |
| --- | ---------- | ------------- | ------------- | -------------------- | --------------- |
| 1.  | 25.10.2009 | Florianópolis | Tierra batida | Pere Riba            | 6-4, 3-6, 6-3   |
| 2.  | 21.10.2012 | Villa Allende | Tierra batida | Javier Martí         | 6–2, 6–3        |
| 3.  | 28.07.2013 | Oberstaufen   | Tierra batida | Peter Gojowczyk      | 6-3, 6-4        |

#### Finalista (3)
| N.º | Fecha      | Torneo       | Superficie    | Oponente en la final | Resultado final |
| --- | ---------- | ------------ | ------------- | -------------------- | --------------- |
| 1.  | 15.07.2012 | Timișoara    | Tierra batida | Victor Hănescu       | 0-6, 3-6        |
| 2.  | 07.10.2012 | Quito        | Tierra batida | João Souza           | 2–6, 6–7(4–7)   |
| 3.  | 29.10.2012 | Buenos Aires | Tierra batida | Diego Schwartzman    | 1-6, 5-7        |

### Dobles

#### Finalista (1)
| N.º | Fecha      | Torneo | Superficie | Pareja      | Oponentes en la final                 | Resultado final |
| --- | ---------- | ------ | ---------- | ----------- | ------------------------------------- | --------------- |
| 1.  | 07.01.2012 | Nouméa | Dura       | Axel Michon | Sanchai Ratiwatana Sonchat Ratiwatana | 0–6, 4–6        |